# Ligue de défense noire africaine
La Ligue de défense noire africaine (LDNA) est une organisation antiraciste noire et panafricaniste française, active de 2018 jusqu’à sa dissolution par le Gouvernement en 2021.
Elle est fondée par Egountchi Behanzin. L'organisation déclare avoir pour objectif de lutter contre le racisme antinoir et promouvoir le panafricanisme. Ses actions polémiques et déclarations la font sortir de l'anonymat. Plusieurs journalistes et personnalités politiques l'accusent d'antisémitisme, de complotisme, voire de racisme.
À la suite de plusieurs incidents et polémiques, le ministre de l'Intérieur, Gérald Darmanin, lance une procédure de dissolution. L’organisation est officiellement dissoute le 29 septembre 2021.

## Présentation

### Historique
La Ligue de défense noire africaine est un mouvement créé en 2017 ou début 2018 dans le but de lutter pour les droits des Africains et de leurs descendants dans le monde. Active sur les réseaux sociaux, l'organisation revendique près de 50 000 abonnés sur Instagram et plus de 300 000 sur Facebook en 2021. Elle est officiellement enregistrée auprès de la préfecture de police de Paris, en tant qu'association loi de 1901, le 10 janvier 2021. La LDNA déclare dans le même temps la localisation de son siège comme étant situé rue de Penthièvre à Paris.
À partir de 2018, le mouvement s'est fait connaître du grand public à la suite de plusieurs actions (notamment manifestations) médiatisées,. Son chef de file, de son vrai nom Sylvain Dodji Afoua dit Geay, qui a également été rappeur sous le nom de Gucci IG, se fait appeler Egountchi Behanzin en hommage à Béhanzin, dernier roi d'Abomey connu pour sa résistance à la colonisation française mais aussi pour sa pratique de l'esclavage et du sacrifice humain. 

### Idéologie
La ligue se fixant comme but la défense des Africains et des descendants d'Africains dans le monde, elle suit ainsi une idéologie panafricaine,, dénonçant la Françafrique et le néocolonialisme. Cette position se couple également d'une lutte contre le racisme antinoir.

#### Buts déclarés
Lors de son enregistrement auprès de la préfecture de police de Paris la LDNA déclare comme activité : « surveiller les dérives indigénistes sur l'internet, promouvoir le devoir de mémoire, lutter universellement contre le racisme ».

#### Antisémitisme, racisme, homophobie, machisme et complotisme
Dès 2018, la LDNA est répertoriée par le site Conspiracy Watch pour divers propos antisémites et complotistes.
Pour l'avocate Agnès Tricoire, cette association avait des « prises de positions racistes, antisémites, machistes, homophobes… »

### Condamnations
Le créateur de la Ligue, Sylvain Dodji Afoua dit Geay, qui se fait appeler Egountchi Behanzin, a plusieurs fois été condamné par la justice. Né au Togo en 1988, il arrive en France en 2002 suivant l’assassinat de son père, Marcel Maurille Afoua dit Geay (1948-2002),,. Il a été condamné en 2014 à sept ans de prison pour viol de personne vulnérable. Il a aussi été condamné en 2019 pour intimidation envers un élu public, pour ses menaces envers l'ancien maire de Levallois-Perret Patrick Balkany,,.

## Actions médiatisées et polémiques

### 2018
En janvier 2018, la LDNA décide de se rendre dans les magasins H&M, afin de dénoncer la publicité d'un pull montrant un enfant noir le porter avec l'inscription « Coolest Monkey on the jungle » (en français : « Le singe le plus cool de la jungle »), jugée raciste. La LDNA décide de se rendre dans les magasins et de forcer avec intimidation les employés de H&M à retirer ce pull des rayons de ventes ; il s'agit de l'une des premières actions médiatisées du mouvement, qu'ils ont filmée et diffusée sur leurs réseaux sociaux,.
En mars 2018, la LDNA s'insurge que Gims, un chanteur congolais résidant en France, ne dénonce pas les massacres au Congo, notamment dans la région du Kivu, très convoitée pour ses ressources en coltan, qui font depuis des années et des décennies des millions de morts pour la plupart des civils, que certains qualifient de génocide, alors que Gims s'autoproclame comme « ambassadeur du Congo» , ce qui scandalise la LDNA, qui décide de le boycotter en raison de son silence sur ces évènements, et exige que les magasins Fnac retirent de la vente les CD de ses albums. Face au refus des responsables d'un magasin, la LDNA décide de retirer illégalement les CD des rayons elle-même, ce qui vaut une interpellation par la police, appelée sur les lieux des membres du mouvement ; il s'agit de la deuxième action médiatisée du mouvement, également diffusée sur les réseaux sociaux.
En avril 2018, un membre de la LDNA fait irruption dans l'agence du Crédit agricole de Montrouge (Hauts-de-Seine) pour demander le licenciement d'un employé qui se trouve être militant de Génération identitaire.
En novembre de la même année, un rassemblement est organisé par la Ligue à la mairie du 20e arrondissement de Paris à la suite de la mort par arrêt cardiaque d'une femme de ménage d'origine africaine. Selon le mouvement, celle-ci avait subi des remarques sexistes et des pressions de son supérieur hiérarchique. La municipalité contredit ces accusations[source insuffisante].

### 2019
Accompagnés par d'autres membres d'organisations opposées au racisme antinoir (comme le Conseil représentatif des associations noires de France ou l'Union nationale des étudiants de France), des militants de la LDNA s'opposent le 25 mars 2019 à une représentation de la pièce Les Suppliantes du tragédien grec Eschyle à la Sorbonne,. Les militants dénoncent le recours au maquillage ou à l'usage de masques sombres pour symboliser la couleur de peau des Danaïdes, mise en scène qu'ils jugent empreinte de racisme et assimilable à la pratique du « blackface » américain. La pièce sera finalement jouée le mois suivant sans heurts.
La Ligue manifeste en avril 2019 contre l'exposition sur le pharaon Toutânkhamon, à la grande halle de la Villette. Les responsables du mouvement reprochent à l'exposition de ne pas relayer la thèse obsolète de l'intellectuel sénégalais Cheikh Anta Diop d'après laquelle les pharaons étaient des Noirs. D'après les égyptologues contemporains et les analyses ADN effectuées sur les momies de l'Antiquité, l'Égypte antique était métissée et Toutânkhamon avait la peau claire,,.
Le 5 septembre 2019, deux militants de la LDNA provoquent un esclandre avec le maire de Levallois-Perret Patrick Balkany, et une gardienne d'immeuble. Le 29 novembre 2019, on apprend lors du procès pour « acte d'intimidation envers un élu public » que les deux condamnés sont le président et un membre de la LDNA. Sylvain Afoua, déjà condamné dans cette affaire pour avoir donné aux policiers un nom d'emprunt, est très défavorablement connu de la justice, notamment pour avoir été condamné en 2014 à sept ans de prison pour viol sur personne vulnérable. Les prévenus sont condamnés à six mois de prison et 3 000 euros d'amende et ils doivent indemniser l'édile d'un euro symbolique. L'autre condamné, qui était aussi poursuivi pour « menace de mort réitérée » contre une amie de Patrick Balkany, doit en plus indemniser cette dernière à hauteur de 1 000 euros pour son préjudice,,,,.
La LDNA manifeste le 6 septembre 2019 devant l'ambassade d'Afrique du Sud à Paris contre les violences xénophobes ayant éclaté en Afrique du Sud contre des immigrés africains, principalement nigérians[réf. souhaitée]. Lors de cette manifestation, l’un des intervenants déclare : « Si vous voulez être xénophobe, d'accord. Commencez par tuer les Blancs, commencez par tuer les Chinois, commencez par tuer les Indiens. Ne tuez pas vos frères nous avons la même couleur ».

### 2020
En juin 2020, dans le contexte des manifestations et des émeutes qui suivent la mort de George Floyd aux États-Unis, la LDNA organise un rassemblement illégal au cours duquel son leader affirme que les violences et le racisme contre les Noirs sont la norme en France. Selon lui, l'État français poursuit une politique colonialiste et esclavagiste, recourant à des méthodes totalitaires et terroristes pour parvenir à ses fins. Au cours de la manifestation, les militants s’en prennent également à la mémoire du ministre de Louis XIV Jean-Baptiste Colbert en raison de son implication dans la rédaction du Code noir au XVIIe siècle, l'injuriant et appelant à détruire la statue à son effigie devant l'Assemblée nationale. À la suite de ces actions controversées, plusieurs députés de droite s'indignent des propos tenus et le Rassemblement national demande alors la dissolution du mouvement.
Le 13 juin 2020, la LDNA appelle sur Twitter à une cession du Palais-Royal, du Louvre et du château de Versailles aux populations d'origine africaine en réparation du passé colonial de la France. À cette occasion, le mouvement appelle également au déboulonnage des statues de Napoléon, Montesquieu et de Charles de Gaulle,.
Fin juin, Egountchi Behanzin et des militants participent à un rassemblement près de l'ambassade des États-Unis en France, pourtant interdit par la Préfecture de police de Paris.[réf. nécessaire]
En août 2020, à la suite de la publication par Valeurs actuelles d'une fiction où Danièle Obono est représentée en esclave, la LDNA s'introduit illégalement dans les locaux de l'hebdomadaire,. Le surlendemain de cette action, des membres du mouvement manifestent à nouveau devant la rédaction. À cette occasion, des menaces physiques ainsi que des propos antisémites sont tenus : « Face à la communauté juive, vous claquez des fesses ! Vous faites comme ça, comme des enfants. Même vous les policiers. Parce que votre président, on le voit, quand il va au dîner du CRIF et qu’on lève sa main, comme une marionnette »,. Valeurs actuelles déclare avoir porté plainte.
Le 17 septembre, Egountchi Behanzin est arrêté à Bamako alors qu'il tente de brûler un drapeau français devant l'ambassade de France et déclare que « la France opprime le peuple africain ». La LDNA soutient qu'il s'agissait d'un acte contre la « politique impérialiste au Mali ». Il est libéré le lendemain,,.
Le 9 novembre 2020, l'organisation écrit que Charles de Gaulle est « responsable de la mort de millions d’Africains », tout en ajoutant qu'elle ira « cracher sur sa tombe prochainement au nom des martyrs africains ». Le même mois, le député Les Républicains Julien Aubert écrit au ministre de l'Intérieur Gérald Darmanin pour demander la dissolution de la LDNA.

### 2021
À la suite de l'invasion de la mairie de Val-de-Reuil par des membres de la Ligue de défense noire africaine, le samedi 11 septembre 2021, le maire de la commune, Marc-Antoine Jamet est enfariné lors de la célébration de plusieurs mariages en mairie. L'évènement déclencheur de cette agression serait un ensemble de tensions communautaires, le dimanche précédent, dues à un différend entre deux enfants de la commune, l'un d'origine kurde, l'autre d'origine africaine.
Cette information est reprise par de nombreux médias dans les jours suivants et déclenche une réaction de la part du ministre de l'Intérieur, Gérald Darmanin, qui annonce via le réseau Twitter, le 13 septembre 2021, avoir décidé de lancer la procédure engageant la dissolution de la LDNA. Il qualifie dans ce tweet la LDNA de « structure raciste appelant à la haine et à la discrimination ».

### 2022
L'African Digital Democraty Observatory, Egountchi Behanzin fut un acteur important dans la diffusion d'une vidéo de propagande prorusse et soutenant le Groupe Wagner via son compte X. La LDNA se fait régulièrement l'écho de la propagande des gouvernements militaires putschistes prorusse burkinabé, malien et nigérien sur ses réseaux sociaux.

### 2025
Selon une enquête d'Africa Confidential basée sur des fuites du Groupe Wagner, le fondateur de la LDNA, Egountchi Behanzin, aurait été rétribué via Afrique Média TV, une chaîne d'information Web de propagande panfricaniste et prorusse, pour diffuser de fausses informations sur la mort de mercenaires français.